# James Worden
Pour les articles homonymes, voir Worden.
James Avery Worden (Philadelphie, 16 février 1912 - Princeton, 14 mai 2004) est un militaire américain et un compagnon de la Libération. Volontaire de l'American Field Service, il se trouve en France au début de la Seconde Guerre mondiale et décide de s'engager dans les Forces françaises libres avec lesquelles il participe aux campagnes d'Afrique du Nord, d'Italie et de libération de la France.

## Biographie

### Jeunesse et engagement
James Worden naît le 16 février 1912 à Philadelphie aux États-Unis. Il fait des études en Europe et intègre le Worcester College de l'université d'Oxford. Lors d'un voyage en France en août 1939, il s'engage pour l'American Field Service (AFS) qu'il contribue à organiser dans le pays.

### Seconde Guerre mondiale
Lors de la bataille de France en mai-juin 1940, il opère avec l'AFS dans les secteurs d'Amiens, de Beauvais, d'Orléans et de Poitiers. Après l'armistice du 22 juin 1940, en collaboration avec la Croix-Rouge américaine, il effectue des visites et des ravitaillements dans des camps de prisonniers français. En février 1941, contraint par les autorités de Vichy de quitter la France, il passe en Espagne puis au Portugal d'où il prend un bateau à destination du Congo en compagnie d'autres Américains de l'AFS. Tout juste débarqué à Pointe-Noire, il décide de s'engager dans les Forces françaises libres et est affecté dans un premier temps à l'Ambulance Hadfield-Spears puis au Groupe Sanitaire Divisionnaire no 1 de la 1re Brigade française libre (1re DFL).
Engagé en Libye dans le cadre de la guerre du désert, il est le chef de la section des brancardiers. Il s'illustre lors de la bataille de Bir Hakeim pendant laquelle, au moment de la sortie des forces françaises dans la nuit du 10 au 11 juin, il porte secours aux blessés dans des conditions très difficiles. Il participe ensuite à la campagne de Tunisie de mai 1943 à janvier 1944. Débarqué en Italie au printemps 1944, il se distingue à nouveau pendant la bataille du Garigliano où, dans la nuit du 17 au 18 mai, il secourt personnellement de nombreux soldats du Bataillon d'infanterie de marine et du Pacifique pris sous le feu ennemi. Il débarque en Provence le 16 août suivant et prend part à la libération de la France, donnant jusqu'au bout de sa personne pour assurer l'évacuation et les soins des soldats blessés de la 1re DFL.

### Après-guerre
Après la guerre, James Worden se retire à Princeton dans le New-Jersey où il meurt le 14 mai 2004 et y est inhumé,.

## Décorations
|  |  |

| Compagnon de la Libération | Compagnon de la Libération | Croix de guerre 1939-1945 | Croix de guerre 1939-1945 |